# Bulbostylis amambayensis
Bulbostylis amambayensis är en halvgräsart som beskrevs av Manuel Barros. Bulbostylis amambayensis ingår i släktet Bulbostylis och familjen halvgräs. Inga underarter finns listade i Catalogue of Life.